# Doom (franchise)

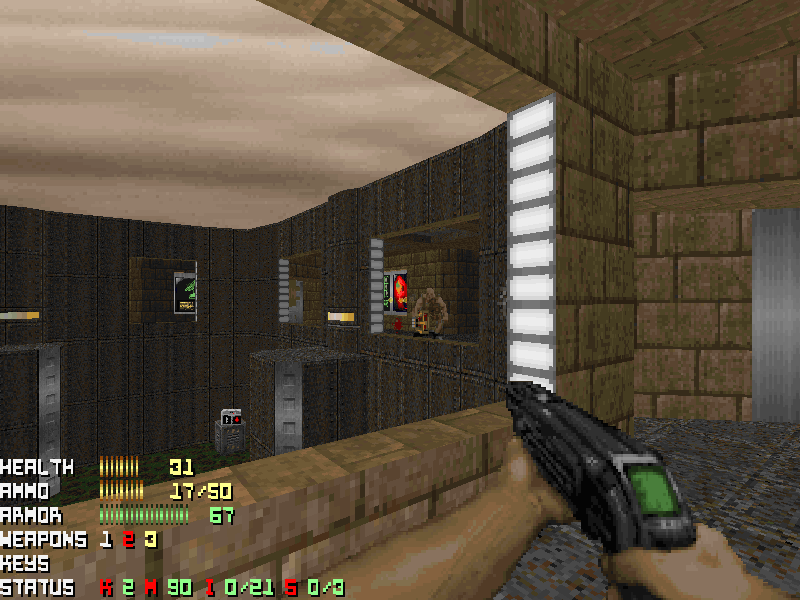
FreeDoom.

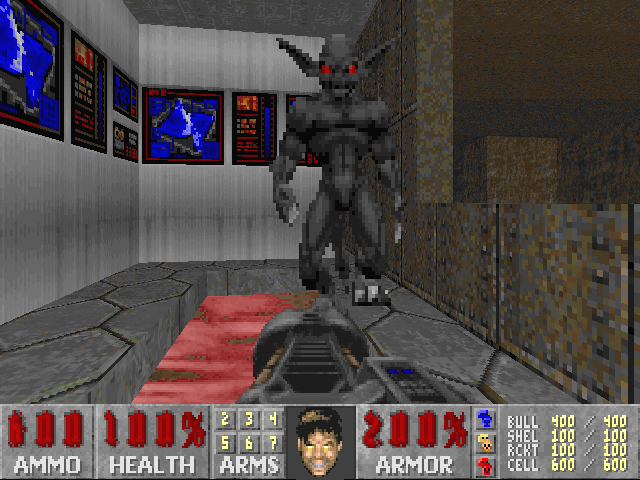
FreeDoom.

Doom is een mediafranchise bestaande uit een populaire serie computerspellen, en hierop gebaseerde andere media waaronder een film.

## Verhaallijn
Het verhaal van Doom speelt zich af in de toekomst. Centraal in alle spellen staat de strijd tussen een elite team van aardse mariniers en bovennatuurlijke wezens uit de hel. Deze wezens komen via poorten naar de aarde of naar andere door mensen bewoonde locaties.

## Achtergrond
De computerspellen zijn ontwikkeld door id Software. De spellen zijn allemaal first person shooters (naast twee role playing spin offs voor de mobiele telefoon).
id Software begon publicatie van de spellen in 1992 na het succes van Wolfenstein 3D. Programmer John Carmack deed tijdens de productie van het vervolg op dit spel, Spear of Destiny, onderzoek naar een verbeterde spelengine voor realistischere 3D-omgevingen. Het eerste doom-spel zou eigenlijk gebaseerd worden op de film Aliens, maar dit plan werd geschrapt om het team meer vrijheid te geven met de creatie van het spel.
Het eerste spel, Doom, kwam uit in 1993, en was meteen een succes. Doom werd in 1994 opgevolgd door Doom II: Hell on Earth. Na Doom II zijn er nog een aantal Doom titels uitgekomen op verschillende platformen, zoals de Nintendo 64. Het meest recente deel uit de serie is Doom: The Dark Ages, uitgebracht in 2025. 
De eerste twee spellen maakten gebruik van de doom-engine, welke later ook voor andere spellen werd gebruikt.
De protagonist van alle spellen wordt de Doomguy genoemd. Hij werkt in de meeste gevallen voor een organisatie genaamd de Union Aerospace Corporation.

## Media

### Primaire computerspellen
| Jaar | Titel                        | Platforms | Opmerkingen |
| ---- | ---------------------------- | --- | --- |
| 1993 | Doom                         | MS-DOS, 32X, Jaguar, SNES, PlayStation, 3DO, Saturn, Achimedes, GBA, Xbox 360, iOS, PlayStation 4, Xbox One, Switch | |
| 1994 | Doom II: Hell on Earth       | MS-DOS, Mac OS, GBA, Xbox 360, PlayStation 4, Xbox One, Switch                                                      | |
| 2004 | Doom 3                       | Windows, Linux, OS X, Xbox, PlayStation 4, Xbox One, Switch                                                         | PlayStation 4 Xbox One en Switch rerelease bevatten de zaklamp mechanisme van de bfg editie maar niet doom 1 en 2. |
| 2005 | Doom 3: Resurrection of Evil | Windows, Linux, Xbox                                                                                                | uitbreidingsset |
| 2012 | Doom 3 BFG edition           | Windows, PlayStation 3, Xbox 360                                                                                    | HD-remaster van Doom 3, bevat ook volledige versies van The Ultimate Doom en Doom II                               |
| 2016 | Doom                         | Windows, PlayStation 4, Xbox One, Switch                                                                            | reboot van de franchise                                                                                            |
| 2020 | Doom Eternal                 | Windows, PlayStation 4, Xbox One, Switch, Google Stadia                                                             | opvolger van de reboot uit 2016                                                                                    |

### Spin-offs
- Final Doom (1996)
- Doom 64 (1997)
- Doom RPG (2005)
- Doom Resurrection (2009)
- Doom II RPG (2009)
- Doom Pinball (2016)
- Doom VFR (2017)

### Andere spellen
- Doom: The Boardgame
- DoomRL
- Chex Quest

### Romans
Dafydd ab Hugh en Brad Linaweaver schreven samen vier sciencefictionromans gebaseerd op de spellen. Deze romans werden gepubliceerd tussen juni 1995 en januari 1996. Deze romans zijn:
- 'Knee-Deep in the Dead
- Hell on Earth
- Infernal Sky
- Endgame

De romans zijn in eerste instantie gebaseerd op de eerste twee spellen uit de reeks, maar volgen ook voor een groot deel een eigen verhaallijn. De verhalen worden verteld vanuit het perspectief van Flynn "Fly" Taggart.
In 2008 begon auteur Matthew Costello met een nieuwe reeks boeken gebaseerd op het spel Doom 3. Het eerste deel, Doom 3: Worlds on Fire, kwam uit in februari 2008. Het tweede deel, Doom 3: Maelstrom, staat gepland voor maart 2009.

### Stripboek
In mei 1996 produceerde Tom Grindberg van Marvel Comics een stripboek over Doom, getiteld Knee Deep in the Dead, welke werd verkocht op een videospelconferentie. Ook werden een paar exemplaren verkocht op eBay in april 2004. De strip werd door critici afgekraakt vanwege een zwak verhaal en de wijze waarop enkele van de wapens uit de spellen werden weergegeven.

### Film
In 2005 werd er een film gemaakt gebaseerd op de computerspellen. De film viel voor velen tegen en was eigenlijk meer een hype dan een echte goede film. De twee hoofdpersonen, Reaper en Sarge, worden respectievelijk gespeeld door Karl Urban en The Rock.

## Doom-klonen
De naam Doom-kloon is een term die vooral begin jaren 90 werd gebruikt voor spellen die qua gameplay sterk leken op Doom. Een aantal spellen die hiertoe worden gerekend zijn:
- Heretic
- Hexen: Beyond Heretic
- Strife
- Marathon
- Rise of the Triad
- Star Wars: Dark Forces